# Danseuses pour Buenos Aires
Pour plus de détails, voir Fiche technique et Distribution.
Danseuses pour Buenos Aires (Tänzerinnen für Süd-Amerika gesucht) est un film germano-autrichien réalisé par Jaap Speyer, sorti en 1931.

## Fiche technique
- Titre : Danseuses pour Buenos Aires
- Titre original : Tänzerinnen für Süd-Amerika gesucht
- Réalisation : Jaap Speyer
- Scénario : Leopold Thoma et Georg C. Klaren
- Photographie : Willy Winterstein
- Pays d'origine : Allemagne  République de Weimar - Autriche
- Format : Noir et blanc - Mono
- Genre : drame
- Date de sortie : 1931

## Distribution
- Dita Parlo : Inge
- Grete Natzler : Lotte
- Hedwig Bleibtreu : la mère d'Inge
- Harry Hardt : Alonzo
- Ilse Trautschold : Danseuse